# Scoutex
Scoutex est une marque de cyclomoteurs français fabriqués à Rouen.
Ils étaient produits dans des ateliers Coutisson situés au no 26, rue Desseaux. Dans ces ateliers étaient également produits les brûleurs Francia et les pétrins Rex.
Le 5 avril 1955, Lionel Durel bat le record de l'heure sur un Scoutex. En 1956, un Scoutex Tourmalet effectue un raid Paris-Pékin-Moscou-Paris sans panne.
En 1957, un des modèles coûtait 59 800 francs français, selon une publicité parue dans le no 444 du 25 avril 1957 de l'édition française du journal Tintin, page 14.

## Modèles
- 1955 : C55 (sans suspension) et D55 (suspensions avant télescopique)
- 1956 : A56 (suspension arrière) et B56 (suspensions avant et arrière)
- 1957 : Bettina (suspension avant à biellettes) et Tourmalet (suspension avant à biellettes)
- 1958 : Minor (sans suspension), Bettina (suspension télescopique avant), Major (suspensions avant et arrière) et Tourmalet (suspension avant à biellettes)
- 1959 : Bettina (suspension télescopique avant) et Major (suspensions avant et arrière)
- 1960 : Bettina (suspension télescopique avant) et Major (suspensions avant et arrière)